# Theodor V. Ionescu
Theodor V. Ionescu (8. února 1899 Dorohoi – 6. listopadu 1988 Bukurešť) byl rumunský fyzik a vynálezce, který učinil pozoruhodné objevy v oblasti fyziky plazmatu, fyziky ionosféry, iontové vazby elektronů v hustém plazmatu, maserů, magnetronových zesilovačů a Zeemanova jevu související s řízenou jadernou fúzí a kvantovými emisními mechanismy v horkém plazmatu. Od 21. prosince 1935 byl členem Rumunské akademie.

## Ph.D. studium fyziky plazmatu
Titul Ph.D. v oblasti fyziky plazmatu získal nejprve v Paříži na univerzitě Paris-Sorbonne a poté v Iași. Historie fyziky plazmatu v Rumunsku se tedy začala psát v roce 1923, kdy pod vedením Petru Bogdana obhájil první doktorskou práci na univerzitě v Iași. Provedl první experimentální studie fyziky ionizovaných plynů/plazmatu v Rumunsku.

## Vědecké úspěchy a spolupracovníci
V roce 1925 vynalezl mikrofon založený na termoemisních proudech (proudy vyzařované zahřátými tělesy) a světelný projektor využívající interferenční jev.
V témže roce založil první laboratoř elektřiny a magnetismu a první katedru elektřiny a magnetismu na Katedře matematiky a fyziky Bukurešťské univerzity.

### První prototyp předchůdce magnetronového výkonového zesilovače
V letech 1934–1935 sestavil předchůdce vysoce výkonného magnetronu s více dutinami, který následně v letech 1937–1940 sestrojil britský fyzik Sir John Turton Randall, FRSE spolu s týmem britských spolupracovníků pro britské a americké vojenské radarové zařízení za druhé světové války. Ve stejné době hledala takové zařízení berlínská společnost Telefunken, ale zřejmě se setkala s mnohem menším úspěchem než britští vynálezci nebo Th. V. Ionescu. (Magnetron s dělenou anodou však poprvé vyvinul v roce 1921 Dr. A. E. Hull v General Electric Company v USA; rovněž v roce 1921 vyvinul Ernst Haban, který pracoval v Německu, podobné zařízení, které pracovalo na vlnové délce 3 cm. Silným konkurentem prvních vynálezců byl také Dr. H. E. Hollman, který si v letech 1925 až 1935 zaregistroval mnoho patentů, které dokumentovaly zařízení související s vývojem magnetronu).

### Patenty
V roce 1936 získal patent na 3D projekci v kině a televizi. V roce 1946 společně s fyzikem V. Mihuem vynalezl a sestrojil zařízení typu maser.[zdroj?]

### Objevy
Počátkem 60. let pracoval v laboratoři bukurešťského Ústavu fyziky plazmatu společně se svým přítelem z dětství Octavem Gheorghiuem, kterého si velmi vážil pro jeho výjimečné lidské vlastnosti. Systematicky studovali rezonanční frekvence molekulárního kyslíku a vodíkových iontů. Své nejdůležitější experimentální výsledky pak publikovali v sérii článků v časopisech C. R. Acad. Sci. Paris (s. 245, 898, 957, 246, s. 2250, 3598, 1958, 250, 2182 s. 1960, 252, s. 870, 1961) a Rev Roum. Phys.
Na počátku 70. let společně s fyziky Radu Pârvanem a J. C. Băianuem - jedním ze svých doktorandů v oboru fyziky plazmatu v magnetických polích na katedře elektřiny Fyzikální fakulty v Bukurešti - dokončil experimenty s řízenými oscilacemi magnetické rezonance v ultražhavém plazmatu. Tyto zásadní experimenty se týkaly propojení iontových a elektronických oscilací v ultražhavém plazmatu za účasti kvantově zesílených stimulačních procesů v přítomnosti podélných magnetických polí, které otevřely nové možnosti pro dosažení horké jaderné fúze v budoucnosti (Dosažení jaderné fúze ve vysokotlakém žhavém plazmatu). První zprávu o výsledcích tohoto výzkumu přednesl na zasedání Francouzské akademie věd v Paříži Louis Néel, člen akademie a nositel Nobelovy ceny za fyziku za magnetismus. Další výsledky pak byly publikovány v témže roce v mezinárodně uznávaném časopise C. R. Acad. Sci. Paris.
Jeho nástupcem ve funkci vedoucího oddělení se v roce 1970 stal Florin Ciorăscu, jenž byl „importován“ z IFA (avšak zemřel v roce 1977 během velkého zemětřesení v Bukurešti).